# Geodena camerunensis
Geodena camerunensis är en fjärilsart som beskrevs av Claude Herbulot 1989. Geodena camerunensis ingår i släktet Geodena och familjen mätare. Inga underarter finns listade i Catalogue of Life.